# Thiên thần hộ mệnh
Thiên thần hộ mệnh (tên tiếng Anh: The Guardian (2021)) là một bộ phim kinh dị, tâm lý mang vỏ bọc là câu chuyện nuôi Kuman Thong cầu danh lợi trong showbiz. Bộ phim do Victor Vũ làm đạo diễn, bộ phim được xem như là "Scandal 3" do nói về mặt tối của showbiz và nạn bùa ngải sau Scandal: Bí mật thảm đỏ và Scandal: Hào quang trở lại (2014). Bộ phim có sự tham gia của Trúc Anh - nữ diễn viên đã từng tham gia vào bộ phim Mắt biếc, Amee, Salim, Samuel An,... Thiên thần hộ mệnh sẽ được chiếu tại những thị trường như Mỹ, Anh, Pháp, Ireland, Malaysia, Indonesia, Philippines, Canada, CH Czech, Singapore, Úc...
Bộ phim được khởi chiếu chính thức tại Việt Nam vào ngày 30 tháng 4 năm 2021 và phải hủy chiếu sau 5 ngày do đại dịch COVID-19.

## Sơ lược
Thiên thần hộ mệnh bắt đầu bằng câu chuyện nữ ca sĩ đang lên với nhan sắc và đời tư được công chúng yêu mến tên là Lam Phương bỗng tự sát ở nhà riêng sau khi dính một scandal cách đó không lâu. Mai Ly là cô sinh viên xinh xắn, ngoài giờ học thường đi hát bè cho Lam Phương và rất được nữ ca sĩ yêu mến. Vì vậy, cái chết của Lam Phương đã tác động đến Ly rất lớn nhưng cũng mở ra nhiều cơ hội cho cô, đặc biệt là từ khi Mai Ly thỉnh một con búp bê Kuman Thong ở Thái Lan về nuôi. Sau khi thỉnh, hàng loạt may mắn đã đến với Mai Ly và cô còn có thể làm mọi thứ bao gồm cả việc giết người. Scandal được cho là khiến Lam Phương chết một phần cũng do Mai Ly vì cô đã bị dụ dỗ đến một bữa tiệc của giới showbiz và bị những kẻ chủ mưu này hiếp dâm, cưỡng bức và quay video lại đe dọa. Chính vì bị đe dọa mà Lam Phương đã tự sát. Sau khi Mai Ly nổi lên, cô cũng như thế và Mai Ly đã nhờ Kuman Thong giết người những kẻ này. Đằng sau những cái chết ấy, thực chất là do người tình của Lam Phương cấu kết với gia đình của Lam Phương gây ra để cho Mai Ly khai ra hết sự thật về scandal hôm đó. Kết phim, Mai Ly đã tự tử, trong khi đó, người tình của Lam Phương và gia đình cô ấy đã bị pháp luật trừng trị vì tội giết người.

## Diễn viên
| Diễn viên        | Vai diễn          |
| ---------------- | ----------------- |
| Trúc Anh         | Mai Ly            |
| Amee             | Huyền             |
| Salim            | Lam Phương        |
| Samuel An        | Khánh             |
| NSND Trọng Trinh | Bố của Lam Phương |
| Thanh Thủy       | Mẹ của Lam Phương |

## Âm nhạc
Danh sách các ca khúc sử dụng trong phim:
| Tên ca khúc                                   | Sáng tác                                      | Biểu diễn                                     | Ghi chú        |
| --------------------------------------------- | --------------------------------------------- | --------------------------------------------- | -------------- |
| Nhìn vậy mà không phải vậy                    | Khắc Hưng                                     | ORANGE (Triple D phối khí)                    |                |
| Nhìn vậy mà không phải vậy (Acoustic Version) | Khắc Hưng                                     | Lena Lena                                     |                |
| Đừng đùa với lửa                              | Khắc Hưng                                     | Lena Lena (Triple D phối khí)                 |                |
| Em mới là người yêu anh                       | Khắc Hưng                                     | Lena Lena                                     |                |
| Chú chó trên ô tô                             | TLinh                                         | TLinh                                         |                |
| Bicycle                                       | Christopher Wood, Frances Murdoch, Kevin Jone | Christopher Wood, Frances Murdoch, Kevin Jone |                |
| Lucky Man                                     | Christopher Wood, Frances Murdoch, Kevin Jone | Christopher Wood, Frances Murdoch, Kevin Jone |                |
| Tình bạn diệu kỳ                              | Ricky Star                                    | Amee, Ricky Star, Lăng LD                     | Nhạc cuối phim |

## Phát hành
Thiên thần hộ mệnh của đạo diễn Victor Vũ chính thức được khởi chiếu từ ngày 30 tháng 4 và là phim ăn khách nhất phòng vé nhất tuần công chiếu, khoảng 40 tỷ đồng. Tuy nhiên khi phim chỉ mới công chiếu vài ngày thì có thông báo đóng cửa rạp chiếu tại Thành phố Hồ Chí Minh - thị trường lớn nhất cả nước từ 4 tháng 5. Ngay sau đó, Hà Nội cũng dừng hoạt động các rạp chiếu phim để chống dịch COVID-19 từ 0h ngày 5 tháng 5. Sau 5 ngày công chiếu, bộ phim đã tạm dừng khởi chiếu trên cả nước.
Vào ngày 16 tháng 12 năm 2021, bộ phim đã được phát hành trên nền tảng Netflix.

## Đón nhận

### Doanh thu
Mặc dù được khởi chiếu vào ngày 30 tháng 4 năm 2021, nhưng doanh thu đặt vé trước của bộ phim trên Box Official Việt Nam đã cán mốc 157 triệu đồng chiều ngày 26 tháng 4 và lên 524 triệu đồng vào sáng ngày 28 tháng 4.
Tính đến trước khi phong tỏa do COVID-19 tại Thành phố Hồ Chí Minh vào tháng 5 năm 2021, dự án Thiên thần hộ mệnh đã thu về khoảng 35 tỷ đồng và bấy giờ là tác phẩm có doanh thu cao nhất mỗi ngày. Đến lúc rút ra khỏi rạp, theo Box Official Việt Nam, bộ phim đã thu về hơn 40 tỷ đồng.

### Đánh giá
Nhà báo Mai Nhật của tờ báo VnExpress đã gọi bộ phim có "twist" bất ngờ tuy nhiên, "cách đạo diễn giải thích - thông qua một số phân cảnh hồi tưởng - lại mang tính kể lể dài dòng, thay vì để khán giả tự suy ngẫm" và "cách giải quyết số phận một số nhân vật có phần cực đoan". Tờ báo này đã đánh giá bộ phim 6.5/10. Báo điện tử VTV có nhắc đến và gọi bộ phim đã thành công trong việc vạch trần những góc khuất trần trụi đằng sau câu chuyện chị em showbiz "thương nhau hết mình, chơi nhau hết hồn".
Phượng Hoàng của ZingNews đã gọi bộ phim là "mê cung khó hiểu của Victor Vũ". Ngoài ra, trang báo cũng có nhắc đến việc hồi tưởng và gọi nó lê thê, nhấn mạnh điểm yếu chung của đoạn cuối, với nhiều lời thoại nặng chất kể lể mà chưa đắt giá.

## Thành tích
- Đứng đầu Trending tuần đầu tiên ở phân mục Phim trên Netflix Việt Nam.[20]
- Đứng thứ 3 Trending tuần đầu tiên ở phân mục bảng xếp hạng chung trên Netflix Việt Nam.[20]
- Đứng đầu doanh thu phòng vé Việt Nam trong tuần đầu tiên công chiếu.[10]